# UCI ProTour 2007
L'UCI ProTour 2007 fu la terza edizione del circuito gestito dalla UCI e prese il via nonostante le continue polemiche tra la UCI e le società organizzatrici dei grandi giri. A livello di corse non ci furono differenze rispetto all'edizione 2006.
Diverse furono invece le squadre: non c'era più la svizzera Phonak, entrò invece la svedese-belga Unibet.com, mentre la Astana cambiò la federazione di affilizione, passando dalla Spagna alla Svizzera.
Questa edizione fu vinta dall'australiano Cadel Evans, della Predictor-Lotto, che conquistò la prima piazza in seguito alla squalifica di Danilo Di Luca che, fino all'ultima prova, il Giro di Lombardia, si trovava al vertice. La classifica a squadre venne vinta dalla danese CSC.

## Squadre
Le squadre che vi parteciparono furono venti, rappresentanti 10 diversi paesi.
- Belgio

Predictor-Lotto
Quick Step
- Danimarca

Team CSC
- Francia

Bouygues Télécom
Cofidis
Crédit Agricole
Française des Jeux
AG2R Prévoyance
- Germania

Gerolsteiner
T-Mobile Team
- Italia

Team Milram
Lampre-Fondital
Liquigas
- Paesi Bassi

Rabobank
- Spagna

Caisse d'Epargne
Euskaltel-Euskadi
Saunier Duval-Prodir
- Svezia

Unibet.com
- Svizzera

Astana
- Stati Uniti

Discovery Channel

## Calendario
| Corsa | Data               | Evento                              | Vincitore            | Squadra              | Leader della Cl. mondiale |
| ----- | ------------------ | ----------------------------------- | -------------------- | -------------------- | ------------------------- |
| 1     | 11-18 marzo        | Paris-Nice (2007)                   | Alberto Contador     | Discovery Channel    | Alberto Contador          |
| 2     | 14-20 marzo        | Tirreno-Adriatico (2007)            | Andreas Klöden       | Astana               | Alberto Contador          |
| 3     | 24 marzo           | Milano-Sanremo (2007)               | Óscar Freire         | Rabobank             | Alberto Contador          |
| 4     | 8 aprile           | Giro delle Fiandre (2007)           | Alessandro Ballan    | Lampre-Fondital      | Alberto Contador          |
| 5     | 11 aprile          | Gand-Wevelgem (2007)                | Marcus Burghardt     | T-Mobile Team        | Óscar Freire              |
| 6     | 9-14 aprile        | Vuelta al País Vasco (2007)         | Juan José Cobo       | Saunier Duval-Prodir | Óscar Freire              |
| 7     | 15 aprile          | Paris-Roubaix (2007)                | Stuart O'Grady       | Team CSC             | Stuart O'Grady            |
| 8     | 22 aprile          | Amstel Gold Race (2007)             | Stefan Schumacher    | Gerolsteiner         | Stuart O'Grady            |
| 9     | 25 aprile          | La Flèche Wallonne (2007)           | Davide Rebellin      | Gerolsteiner         | Davide Rebellin           |
| 10    | 29 aprile          | Liège-Bastogne-Liège (2007)         | Danilo Di Luca       | Liquigas             | Davide Rebellin           |
| 11    | 1º-6 maggio        | Tour de Romandie (2007)             | Thomas Dekker        | Rabobank             | Davide Rebellin           |
| 12    | 21-27 maggio       | Volta a Catalunya (2007)            | Vladimir Karpec      | Caisse d'Epargne     | Davide Rebellin           |
| 13    | 12 maggio-3 giugno | Giro d'Italia (2007)                | Danilo Di Luca       | Liquigas             | Danilo Di Luca            |
| 14    | 10-17 giugno       | Critérium du Dauphiné Libéré (2007) | Christophe Moreau    | AG2R Prévoyance      | Danilo Di Luca            |
| 15    | 24 giugno          | Eindhoven Team Time Trial (2007)    | Team CSC             | Team CSC             | Danilo Di Luca            |
| 16    | 16-24 giugno       | Tour de Suisse (2007)               | Vladimir Karpec      | Caisse d'Epargne     | Danilo Di Luca            |
| 17    | 7-29 luglio        | Tour de France (2007)               | Alberto Contador     | Discovery Channel    | Danilo Di Luca            |
| 18    | 4 agosto           | Clásica San Sebastián (2007)        | Leonardo Bertagnolli | Liquigas             | Danilo Di Luca            |
| 19    | 10-18 agosto       | Deutschland Tour (2007)             | Jens Voigt           | Team CSC             | Danilo Di Luca            |
| 20    | 19 agosto          | Vattenfall Cyclassics (2007)        | Alessandro Ballan    | Lampre-Fondital      | Danilo Di Luca            |
| 21    | 22-29 agosto       | Eneco Tour (2007)                   | José Iván Gutiérrez  | Caisse d'Epargne     | Danilo Di Luca            |
| 22    | 2 settembre        | Grand Prix de Ouest-France (2007)   | Thomas Voeckler      | Bouygues Télécom     | Danilo Di Luca            |
| 23    | 9-15 settembre     | Tour de Pologne (2007)              | Johan Van Summeren   | Predictor-Lotto      | Danilo Di Luca            |
| 24    | 1º-23 settembre    | Vuelta a España (2007)              | Denis Men'šov        | Rabobank             | Danilo Di Luca            |
| 25    | 7 ottobre          | Meisterschaft von Zürich            | Gara non disputata   | Gara non disputata   | Danilo Di Luca            |
| 26    | 14 ottobre         | Paris-Tours (2007)                  | Alessandro Petacchi  | Team Milram          | Danilo Di Luca            |
| 27    | 20 ottobre         | Giro di Lombardia (2007)            | Damiano Cunego       | Lampre-Fondital      | Cadel Evans               |

## Eventi e punteggi
| Pos.            | Categoria 1 Tour de France | Categoria 2 Giro d'Italia Vuelta a España | Categoria 3 Classiche Monumento Altre corse | Categoria 4 Altre corse di un giorno |
| --------------- | -------------------------- | ----------------------------------------- | ------------------------------------------- | ------------------------------------ |
| 1°              | 100                        | 85                                        | 50                                          | 40                                   |
| 2°              | 75                         | 65                                        | 40                                          | 30                                   |
| 3°              | 60                         | 50                                        | 35                                          | 25                                   |
| 4°              | 55                         | 45                                        | 30                                          | 20                                   |
| 5°              | 50                         | 40                                        | 25                                          | 15                                   |
| 6°              | 45                         | 35                                        | 20                                          | 11                                   |
| 7°              | 40                         | 30                                        | 15                                          | 7                                    |
| 8°              | 35                         | 26                                        | 10                                          | 5                                    |
| 9°              | 30                         | 22                                        | 5                                           | 3                                    |
| 10°             | 25                         | 19                                        | 2                                           | 1                                    |
| 11°             | 20                         | 16                                        |                                             |                                      |
| 12°             | 15                         | 13                                        |                                             |                                      |
| 13°             | 12                         | 11                                        |                                             |                                      |
| 14°             | 10                         | 9                                         |                                             |                                      |
| 15°             | 8                          | 7                                         |                                             |                                      |
| 16°             | 6                          | 5                                         |                                             |                                      |
| 17°             | 5                          | 4                                         |                                             |                                      |
| 18°             | 4                          | 3                                         |                                             |                                      |
| 19°             | 3                          | 2                                         |                                             |                                      |
| 20°             | 2                          | 1                                         |                                             |                                      |
| Punti per tappa |                            |                                           |                                             |                                      |
| 1°              | 10                         | 8                                         | 3                                           |                                      |
| 2°              | 5                          | 4                                         | 2                                           |                                      |
| 3°              | 3                          | 2                                         | 1                                           |                                      |

- I corridori classificati ma facenti parte di squadre ammesse tramite wild-card non ricevevano punti e i punti corrispondenti alla loro posizione non venivano assegnati.
- Le cronometro a squadre (singole tappe e l'Eindhoven Team Time Trial) non assegnavano punti ai corridori.

Classifica a squadre
La vincitrice della classifica a squadre prendeva 20 punti, la seconda 19, la terza 18, etc. Le squadre ammesse alle corse tramite l'assegnazione delle wildcard non ricevevano punti, ma non venivano nemmeno sostituite nell'assegnazione dei punti da squadre ProTour.
Classifica nazioni
Venivano sommati i punti dei primi cinque corridori di una nazione classificati nella graduatoria individuale.

## Classifiche
Aggiornate al 20 ottobre 2007, riviste il 3 settembre 2008.
| Pos. | Corridore          | Squadra       | Punti |
| ---- | ------------------ | ------------- | ----- |
| 1    | Cadel Evans        | Predictor     | 252   |
| 2    | Davide Rebellin    | Gerolsteiner  | 197   |
| 3    | Alberto Contador   | Discovery Ch. | 191   |
| 4    | Alejandro Valverde | C. d'Epargne  | 190   |
| 5    | Óscar Freire       | Rabobank      | 182   |
| 6    | Denis Men'šov      | Rabobank      | 172   |
| 7    | Kim Kirchen        | T-Mobile      | 170   |
| 8    | Damiano Cunego     | Lampre        | 165   |
| 9    | Samuel Sánchez     | Euskaltel     | 159   |
| 10   | Vladimir Karpec    | C. d'Epargne  | 145   |

| Pos. | Squadra               | Punti |
| ---- | --------------------- | ----- |
| 1    | Team CSC              | 392   |
| 2    | Liquigas              | 354   |
| 3    | Caisse d'Epargne      | 337   |
| 4    | AG2R Prévoyance       | 324   |
| 5    | Quick Step-Innergetic | 310   |
| 6    | Saunier Duval-Prodir  | 306   |
| 7    | Discovery Channel     | 300   |
| 8    | Rabobank              | 300   |
| 9    | Predictor-Lotto       | 293   |
| 10   | Lampre-Fondital       | 258   |

| Pos. | Nazione     | Punti |
| ---- | ----------- | ----- |
| 1    | Spagna      | 849   |
| 2    | Italia      | 695   |
| 3    | Australia   | 525   |
| 4    | Russia      | 437   |
| 5    | Lussemburgo | 387   |
| 6    | Germania    | 337   |
| 7    | Paesi Bassi | 295   |
| 8    | Belgio      | 281   |
| 9    | Stati Uniti | 215   |
| 10   | Francia     | 182   |